# Mika Nakashima
Mika Nakashima (中島美嘉, Nakashima Mika) (Kagoshima, 19 de fevereiro de 1983), é uma cantora, modelo e atriz japonesa. Fez participações especial nos filmes Resident Evil Recomeço (2010) e Resident Evil Retribuição (2012).

## Biografia
Nascida em Kagoshima-Ken, Kyushu, Japão, ela sempre sonhou em ser cantora, desde criança. Ela decidiu parar pelo ensino médio, e sempre lutou pela sua carreira musical. Sua primeira fita de demonstração foi mandada para a gravadora Sony em 2001 e eles resolveram dar-lhe uma chance. Ela foi escolhida entre mais de 3 000 garotas para estrelar uma novela, "Kizudarake no Love Song (Scarred Love Song)" da Fuji TV. Em novembro ela teve sua grande estreia na Sony Music Associated Records, com a música "STARS", que virou o tema da novela. Seu segundo single "CRESCENT MOON", uma canção groovy estilo anos 80, vendeu 100 000 cópias. Impressionantemente, estes números são só do primeiro dia de vendas. Em março de 2002, ela lançou seu terceiro single "ONE SURVIVE" e seu primeiro vídeo "FILM LOTUS", em maio o 4º single "HELPLESS RAIN", em agosto seu 5º single "WILL" foi lançando, vendendo mais de 200 mil cópias, entrando no top ten.
Seu primeiro álbum "TRUE" lançado em agosto de 2002 foi o #1 das paradas da Oricon. Em apenas 3 semanas, "TRUE" vendeu mais de um milhão de cópias. Em comemoração de um ano de carreira, Mika lançou um Premium EP "Resistance", que se manteve com #1 por duas semanas.
Mika então passou a ser reconhecida como "Nova Artista do Ano", do The Japan Gold Disc Awards, "Melhor Artista do Ano" do All Japan Request Awards 2002, e "Nova Artista do Ano" do THE 44th Japan Record Awards.
Mika virou uma das populares artistas do Japão. Suas músicas mais populares incluem o tema de Gundam Seed "FIND THE WAY", "Sakurairo Maukoro", e "Yuki no Hana", que foi regravada pelo cantor coreano Hyo-Shin Park.
Em 2005 ela co-estrelou com Aoi Miyazaki no filme live action Nana, baseado no mangá do mesmo nome, lançado em Setembro de 2005 no Japão. Mika também cantou algumas músicas-tema do filme, lançando um single sob o título: NANA starring MIKA NAKASHIMA. O single vendeu mais de 423 000 cópias, sendo o #1 da Oricon e o single mais vendido do ano. O single continuou vendendo em 2006 e vendeu 442 000 copias.
Mika foi recentemente nomeada pela MTV Video Music Japan como "Best BuzzASIA from Japan" por "Amazing Grace '05", e o "GLAMOROUS SKY" video foi nomeado como "Melhor vídeo feminino" e "Melhor trilha de filme". Então ela ganhou o "Best Video from a Film" award. O single All Hands Together foi uma homenagem aos atingidos pelo furacão Katrina em 2005, e também inclui um cover da música What a Wonderful World, do Louis Armstrong.
O single seguinte de Mika, My Sugar Cat, que foi lançado em 26 de julho de 2006 pela Sony, é uma homenagem ao seu gato Dio, e tem um clima de verão, estilo reggae.
Ela voltou a atuar na segunda e última versão do filme Nana, chamado Nana 2, no mesmo papel de Nana Oosaki. Ela também lançou um último single para o filme, chamado Hitoiro, e um primeiro e último álbum para a série, chamado THE END.
No ano seguinte, houve o lançamento dos singles Mienai Hoshi e Sunao no Mama, sendo lançado em seguida o quarto álbum original de Mika, YES. Entre abril e junho ela realizou uma nova tour de shows pelo Japão incluindo músicas de todos seus álbuns, focalizando THE END e YES.
No mesmo ano, ela conseguiu um novo hit com o single Life, superando as expectativas de vendas e popularidade, lançando em seguida o single Eien no Uta, tema do filme Southbound.
Em 2008, foram lançados os singles Sakura ~HANAGASUMI~ e I DON'T KNOW, este último lançado sob o nome de MICA 3 CHU, em parceria com o grupo comediante Morisanchu.
O mais recente single de Mika, chamado ORION, tema do dorama Ryuusei no Kizuna, que contava com a própria Mika no elenco, superou a popularidade e vendas dos seus outros singles lançados este ano. O quinto álbum original de Mika, VOICE, foi lançado em 25 de novembro de 2008, e é o primeiro álbum a alcançar o #1 nos rankings da Oricon desde o álbum Best.
Em 13 de junho de 2014, Mika se apresentou juntou a amiga também cantora Miliyah Kato pela primeira vez no Brasil, no evento Fifa Fan Fest, em Copacabana, Rio de Janeiro, para divulgar a música que a dupla fez para o CD Oficial da Fifa, chamada Fighter (Tachytelic World Cup Brazil 2014 Remix).

## Discografia

### Álbuns
- TRUE, 28 de agosto, 2002 #1 no Oricon Charts
- LOVE, 6 de novembro, 2003 #1 no Oricon Charts
- MUSIC, 9 de março, 2005 #1 no Oricon Charts
- BEST, 7 de dezembro, 2005 Compilação dos maiores sucessos #1 no Oricon Charts
- THE END, 13 de dezembro, 2006; álbum lançado sob título "NANA starring Mika Nakashima" #2 no Oricon Charts
- YES, 14 de março de 2007 #3 no Oricon Charts
- VOICE, 26 de novembro de 2008 #1 no Oricon Charts
- No More Rules, 4 de março de 2009 #5 no Oricon Charts
- STAR, 26 de outubro de 2010 #3 no Oricon Charts
- REAL, 30 de janeiro de 2013 #1 no Oricon Charts

### Mini-álbuns
- RESISTANCE, 7 de novembro, 2002 1º Mini Album
- Oborozukiyo~Inori 朧月夜～祈り, 15 de setembro, 2004 2º Mini Album

### Singles
1. STARS, (Akimoto Kan, Música: Kawaguchi Daisuke) 7 de novembro, 2001
2. CRESCENT MOON, (Matsumoto Takashi, Música: Hiroaki Ono) 6 de fevereiro, 2002
3. ONE SURVIVE, (Yoshida Minako, Música: T2ya) 6 de março, 2002
4. Helpless Rain, (Ochima Sato, Música: shinya) 15 de maio, 2002
5. WILL, (Akimoto Kan, Música: Kawaguchi Daisuke) 7 de agosto, 2002
6. Aishiteru 愛してる, (H, Música: H) 29 de janeiro, 2003
7. Love Addict, (Nakashima Mika, Música: Osawa Shinichi) 9 de abril, 2003
8. Seppun 接吻, (Tajima Takao, Música: Tajima Takao) 25 de junho, 2003
9. FIND THE WAY, (Nakashima Mika, Música: LORI FINE) 6 de agosto, 2003
10. Yuki no Hana 雪の華, (Satori, Música: Matsumoto Yoaki) 1 de outubro, 2003
11. SEVEN, (Nakashima Mika, Música: LORI FINE) 7 de abril, 2004
12. Hi no Tori 火の鳥, (Yugawa Reini Música: Uchiike Hidekazu) 2 de junho, 2004
13. LEGEND, (Nakashima Mika, Música: Okano Hatanari) 20 de outubro, 2004
14. Sakurairo Maukoro 桜色舞うころ, (Kawae Minako Música: Kawae Minako) 2 de fevereiro, 2005
15. Hitori ひとり, (Satomi, Música: Matsumoto Ryouki) 25 de maio, 2005
16. GLAMOROUS SKY, (Ai Yazawa, Música: HYDE) 31 de agosto, 2005; lançado sob o título "Nana starring Mika Nakashima"
17. CRY NO MORE, (Chinfa Kang, Música: Lensei) 22 de fevereiro, 2006
18. ALL HANDS TOGETHER, (Nakashima Mika, Soul familiar, Música: Lori Fine) 7 de junho, 2006
19. My Sugar Cat, (Nakashima Mika, Begin) 26 de julho, 2006
20. Hitoiro (Ai Yazawa, música: Takuro (Glay)) 29 de novembro, 2006; lançado sob o título "Nana starring Mika Nakashima")
21. Mienai Hoshi (21 de fevereiro, 2007)
22. Sunao na Mama (14 de março de 2007)
23. LIFE (22 de agosto de 2007)
24. Eien no Uta (3 de outubro de 2007)
25. Sakura ~HANAGASUMI~ (12 de março de 2008)
26. I DON'T KNOW (23 de julho de 2008; lançado sob o título "MICA 3 CHU")
27. ORION (12 de novembro de 2008)
28. Overload (13 de maio de 2009)
29. CANDY GIRL (30 de setembro de 2009)
30. Nagareboshi (4 de novembro de 2009)
31. Always (20 de janeiro de 2010)
32. Ichiban Kirei na Watashi wo (25 de agosto de 2010)
33. Dear (27 de abril de 2011)
34. Love Is Ecstasy (14 de setembro de 2011)
35. Ashita Sekai ga Owaru nara (19 de setembro de 2012)
36. Hatsukoi (05 de dezembro de 2012)
37. Kiss Of Death (Produzida por HYDE, sendo abertura do anime Darling In The FranXX Lançada em 04 de Janeiro de 2018)

## Atriz
Em 2010 ela fez sua estréia no cinema norte-americano com um pequeno papel na Sony Pictures filme Resident Evil: Recomeço, baseado na série de videogame Resident Evil. Ela reprisou seu papel para Resident Evil: Retribuição .